# Pod ridicător
Un pod ridicător, pod cu ridicare sau pod cu ridicare verticală este un tip de pod mobil caracterizat prin faptul că o deschidere este ridicată pe verticală, iar în timpul acestui proces ea rămâne tot timpul paralelă cu tablierul.
Podurile ridicătoare oferă câteva avantaje față de alte poduri mobile precum cele basculante sau cele rotitoare. În general, costul construcției lor e mai redus și permit deschideri mai mari. Masa contragreutăților folosite pentru ridicarea pe verticală trebuie să fie cel mult egală cu cea a deschiderii care este ridicată, în timp ce contragreutățile folosite la podurile basculante trebuie să cântărească de câteva ori mai mult decât secțiunea basculată. Drept rezultat, la construcția tablierului podurilor ridicătoare se pot folosi materiale mult mai grele, iar acest tip de pod poate face față unui trafic rutier și feroviar intens.
Deși majoritatea podurilor ridicătoare folosesc turnuri pentru ridicarea deschiderii mobile, fiecare din acestea fiind echipat cu contragreutăți, există și poduri la care secțiunea mobilă este ridicată cu ajutorul unor cricuri hidraulice montate sub tablier. Un exemplu în acest sens este podul de pe St. Paul Avenue din Milwaukee, care are o deschidere mobilă de 15,85 m și traversează râul cu același nume. Un alt tip de design utilizează un sistem de grinzi cu zăbrele pentru a ridica deschiderea mobilă; grinzile se rotesc pe bascule montate la partea superioară a turnurilor de ridicare. Un exemplu de astfel de pod a fost construit la La Salle, în Illinois, Statele Unite, peste râul Illinois.
Un alt exemplu deosebit de pod ridicător este Pasarela Victor-Schœlcher de la Nantes, în Franța. Aceasta are o lungime totală de 150 m, alcătuită din trei deschideri cu lungimile de 50,5 + 50 + 50,5 m. Cele trei deschideri sunt conectate cu culeele de pe maluri și între ele prin articulații. Atunci când secțiunea centrală este ridicată cu ajutorul unor cricuri hidraulice pentru a permite trecerea ambarcațiunilor, ea ridică și capetele secțiunilor laterale cu care este conectată, ceea ce permite o arcuire în sus a întregii pasarele, în timp ce capetele ei rămân pe pozițiile lor de pe culei. În acest mod, navigația pe dedesubt se poate desfășura concomitent cu circulația pietonală de deasupra, fără să fie nevoie de întreruperea nici unuia din cele două fluxuri de trafic.
Cel mai mare dezavantaj al podurilor ridicătoare în comparație cu multe alte tipuri de poduri este faptul că înălțimea liberă asigurată sub pod depinde direct de înălțimea maximă la care se poate ridica deschiderea mobilă. Acest lucru se datorează faptului că porțiunea de tablier rămâne suspendată deasupra culoarului de trecere a vaselor, limitând gabaritul acestora.

## Galerie de imagini
| Secțiunea centrală a podului Giurgiu-Ruse permite ridicarea pe verticală. |